# Frans Julius Johan van Eysinga (1752-1828)
Frans Julius Johan van Eysinga (Joure, 15 juni 1752 - Leeuwarden, 3 augustus 1828) was grietman in de Nederlandse provincie Friesland.

## Leven en werk
Jhr. Frans Julius Johan van Eysinga, telg uit het geslacht Van Eysinga, was een zoon van Schelto van Eysinga, grietman van Haskerland en Catharina Johanna Vegelin van Claerbergen.  In 1773 erfde hij van zijn grootvader Johan Vegelin van Claerbergen het grondbezit in Doniawerstal en volgde hem op als grietman van Doniawerstal. Deze functie vervulde hij in de perioden 1773-1795 en 1816-1819. In 1786 werd hij lid van de Admiraliteit te Harlingen en in 1813 werd hij ook lid van de Provinciale Staten. In Langweer woonde hij in Osinga State. Hij had een herenbank in de hervormde kerk van Langweer. In Leeuwarden woonde hij in het Eysingahuis. Zijn zoon Schelte Hessel Roorda van Eysinga (1780-1829) volgde hem op als grietman.

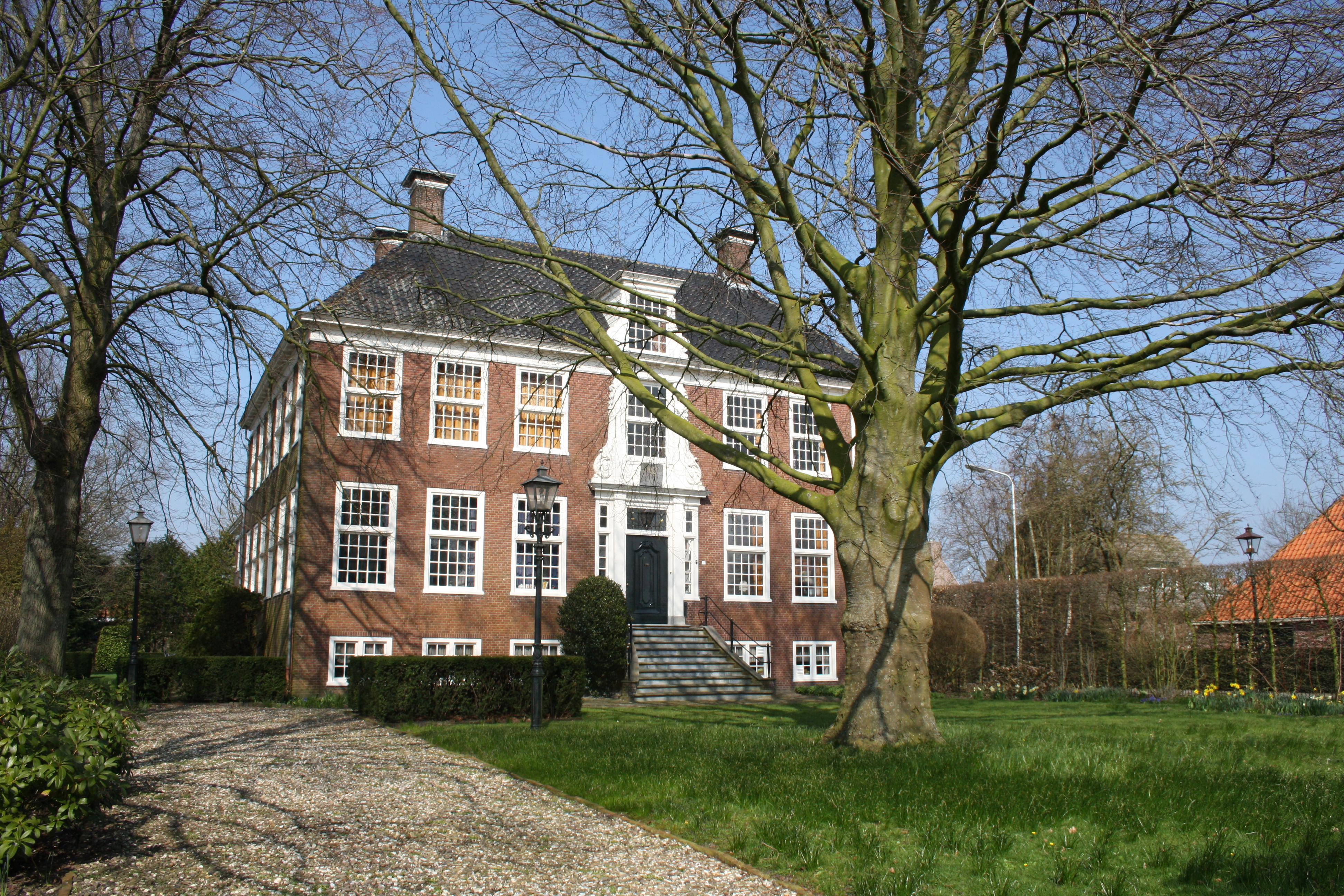
De huidige Osinga State te Langweer.
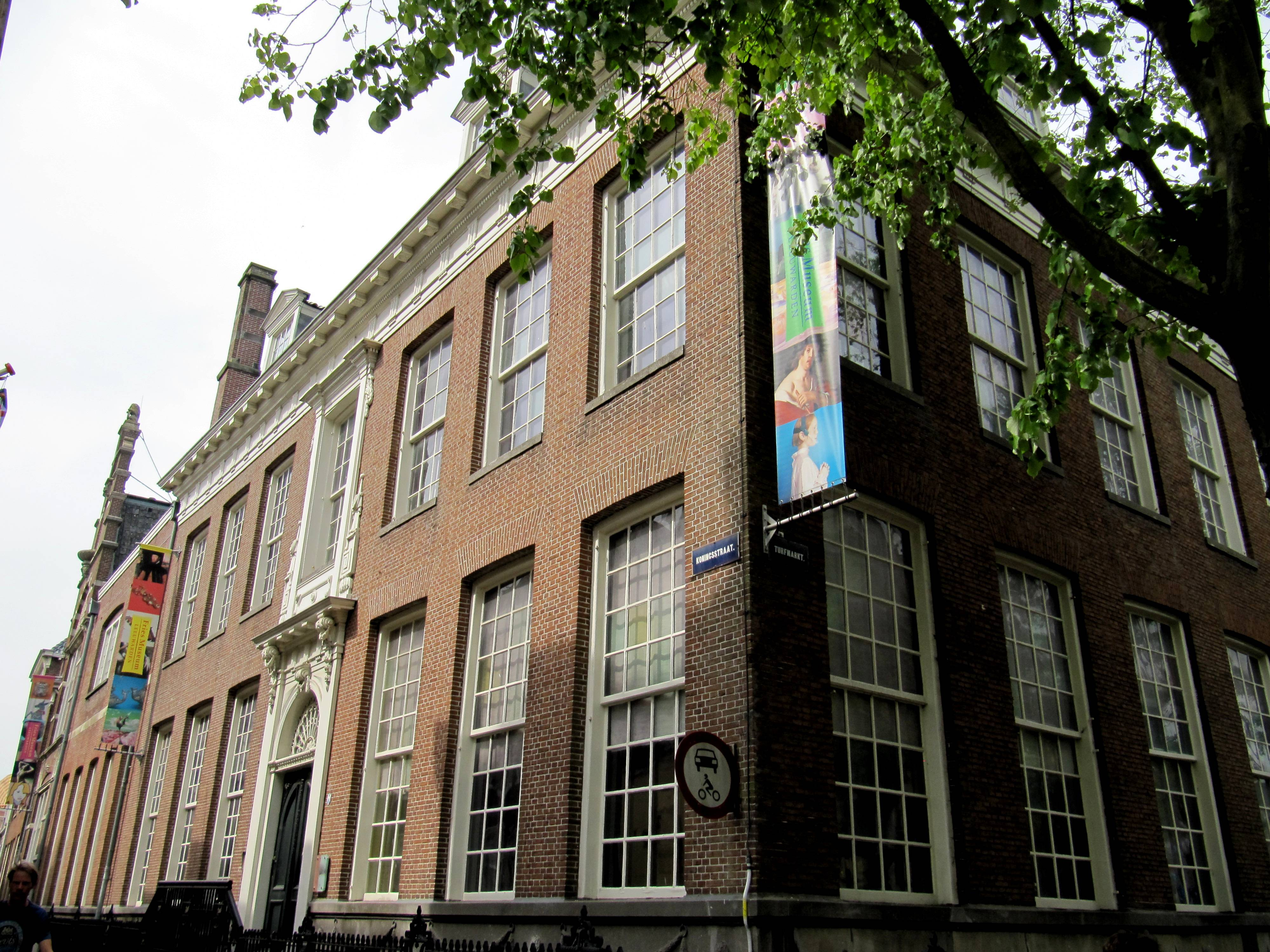
Het Eysingahuis te Leeuwarden.

## Huwelijk en kinderen
Van Eysinga trouwde op 11 augustus 1776 te Dronrijp met Clara Tjallinga Aebinga van Humalda, dochter van Binnert Philip Aebinga van Humalda en Catharina Johanna van Sminia. Zij kregen samen onder anderen de volgende kinderen:
1. Catharina Johanna van Eysinga (1778-1850), trouwde met Menno Coehoorn van Scheltinga, een zoon van Martinus van Scheltinga. Menno was grietman van Schoterland.
2. Schelte Hessel Roorda van Eysinga (1780-1829), was onder meer baljuw van Utingeradeel en Haskerland. Later was hij grietman van Doniawerstal.
3. Cecilia Catharina van Eysinga (1783-1840).
4. Binnert Philip van Eysinga (1785-1835), trouwde met Eritia Ena Romelia van Lynden. Binnert Philip was Statenlid.
5. Baudina Lucia van Eysinga (1787-1854).
6. Tjalling Aedo Johan van Eysinga (1790-1858), was grietman van Rauwerderhem en bewoonde het Eysingahuis na zijn vader.
7. Idzerd Frans van Eysinga (1794-1870), trouwde met Wiskjen van Heemstra, dochter van Cornelis Scheltinga van Heemstra. Idzerd Frans was Statenlid en grietman Hennaarderadeel.